# Негулешть (Нямц)
Негулешть, Негулешті (рум. Negulești) — село у повіті Нямц в Румунії. Входить до складу комуни П'ятра-Шоймулуй.
Село розташоване на відстані 264 км на північ від Бухареста, 13 км на південь від П'ятра-Нямца, 97 км на південний захід від Ясс, 142 км на північний схід від Брашова.

## Населення
За даними перепису населення 2002 року у селі проживали 647 осіб, усі — румуни. Усі жителі села рідною мовою назвали румунську.